# Bronislav Szarzec
Bronislav Szarzec (* 26. června 1970 Třinec) je bývalý československý a český sportovní plavec.

## Sportovní kariéra
Plavat se naučil ve svých 4 letech. Každé léto jezdil s rodiči na dovolenou k moři do Bulharska. V roce 1972 otevřeli v Třinci první krytý 25 m bazén, kam začal chodit se školou na základní plavecké kurzy. Do přípravky plaveckého oddílu TŽ Třinec si ho vybral trenér Petr Marosz pod jehož vedením se připravoval do svých 15 let. Specializoval se na plaveckou techniku prsa.
V prosinci 1984 byl nominován na sportovní akci mladých sportovců ze socialistických zemí Družba, které se konala v kubánské Havaně. Na 100 m prsa obsadil 7. místo časem 1:13,19, na 200 m prsa obsadil 7. místo v čase 2:39,73 a na krátké polohovce 200 m skončil v čase 2:23,67 na 10. místě.
Od roku 1985 se začínal prosazovat mezi československou plaveckou špičkou. Po letní sezóně byl zařazen do střediska vrcholového sportu ministerstva školství. Na podzim přestoupil do klubu pražských Vysokoškoláků v trenérce Ivaně Felgrové. V Praze studoval na SOU DP v Motole čtyřletý maturitní obor mechanik elektrotechnik – byl nadšencem do audiotechniky. Trenérka Felgrová po jeho příchodu ocenila jeho předchozí vedení slovy "přišel k nám s dobrými základy, neměl žádné vážnější technické nedostatky". Trenérka také oceňovala, že mu stačí nový prvek vysvětlit jednou. Kladla na něho, že se musí naučit rozebírat svojí přípravu, vědět proč dělá to nebo ono, a zhodnotit svoje pocity.
V zimní sezóně 1986 zaplaval v únoru poprvé 200 m prsa pod 150 vteřin (2:30) za 2:29,24 a svůj osobní rekord stáhnul do začátku letní sezóny na 2:27,60. K jeho sportovnímu rozvoji pomáhala vzájemná rivalita s martinským prsařem Alexandrem Marčekem, se kterým se přetahoval o nejlepší časy v sezóně. Společně s Pavlem Vokounem byl pasován na největší naději pro červencové mistrovství Evropy juniorů v Západním Berlíně. Do Berlín přijel výborně připravený, na 100 m prsa získal v osobním rekordu 1:06,09 stříbrnou medaili. Dobře odstartoval, na 50 metrech obracel na třetím místě. Za dva dny na 200 m prsa obsadil ve finále v osobním rekordu 2:24,77 sedmé místo.
Podle trenérky Flegrové potřeboval pro posun mezi světovou špičku naplavat ročně kolem 2500 km. V zimní sezóně 1987 překonal v únoru na zimním mistrovství republiky v Ústí nad Labem československý rekord Miroslava Milého na 200 m prsa časem 2:22,81 a na 100 m prsa se poprvé dostal pod 66 vteřin časem 1:05,66. Svoji životní formu vygradoval za týden na mezinárodních závodech v Praze-Podolí, kde plaval 100 m prsa za 1:05,32. V přípravě na letní sezónu ho však brzdilo nespecifikované zranění (asi později zmiňované pravé koleno), se kterým se dokázal úspěšně vypořádat. V letní sezóně se k němu a Alexandru Marčekovi připojil další špičkový prsař Radek Beinhauer a musel tak tvrdě bojovat o nominaci na srpnové mistrovství Evropy ve francouzském Štrasburku. Na červnovém letním mistrovství republiky prohrál s Marčekem na obou prsařských tratích 100 m a 200 m, navíc přišel o československý rekord. Zaplaval si však osobní rekordy (100 m 1:05,11, 200 m 2:21,84) a uhájil pozici aktuálně druhého nejlepšího prsaře. Vzápětí mu přišla nominace na mistrovství Evropy. Před odletem do Štrasburku se cítil ve formě. Na úvod mistrovství však plaval 100 m prsa a časem 1:05,86 nepostoupil ani do B-finále, obsadil 18. místo. Za tři dny na 200 m plaval čas na úrovni osobního rekordu 2:22,03, ten však opět stačil až na 18. místo. Šéftrenér reprezentace Jan Vokatý nebyl s jeho výsledky spokojený, alespoň na 200 m prsa měl plavat osobní rekord a porvat se o B-finále.
V přípravě na olympijskou sezónu 1988 ho trápilo zraněné koleno. V březnu na zimním mistrovství republiky skončil na obou prsařských tratích za svými velkými rivaly Marčekem a Beinhauerem. Na červencovém letním mistrovství republiky skončil s výraznou ztrátou za oběma a přišel o nominaci na zářiové olympijské hry v Soulu.
V roce 1989 maturoval a na podzim nastoupil základní vojenskou službu u sportovní roty při brněnské Rudé hvězdě. Pod vedením Michala Kočaře stabilizoval své výkony pro sezónu 1990, ale k výraznému zlepšení osobních rekordů nedocházelo vlivem vleklého zranění. V roce 1991 se rozhodl k radilkálnímu řešení problému s kolenem operací vazů. Po rehabilitaci se již k aktivní sportovní kariéře nevrátil.

### Československé rekordy
|      | disciplína | čas     | klub                  | datum     | závod                       | místo                 | poznámka | platnost        | pokořitel               |
| ---- | ---------- | ------- | --------------------- | --------- | --------------------------- | --------------------- | -------- | --------------- | ----------------------- |
| 1987 | 200 m prsa | 2:22,81 | TJ Vysoké školy Praha | 20.2.1987 | zimní mistrovství republiky | Klíše, Ústí nad Labem |          | 0 let a 113 dní | Alexander Marček (1987) |